# Brygos
Brygos (in greco antico: Βρύγος?, Brýgos; IV secolo a.C. – IV secolo a.C.) è stato un ceramista greco antico.

## Biografia

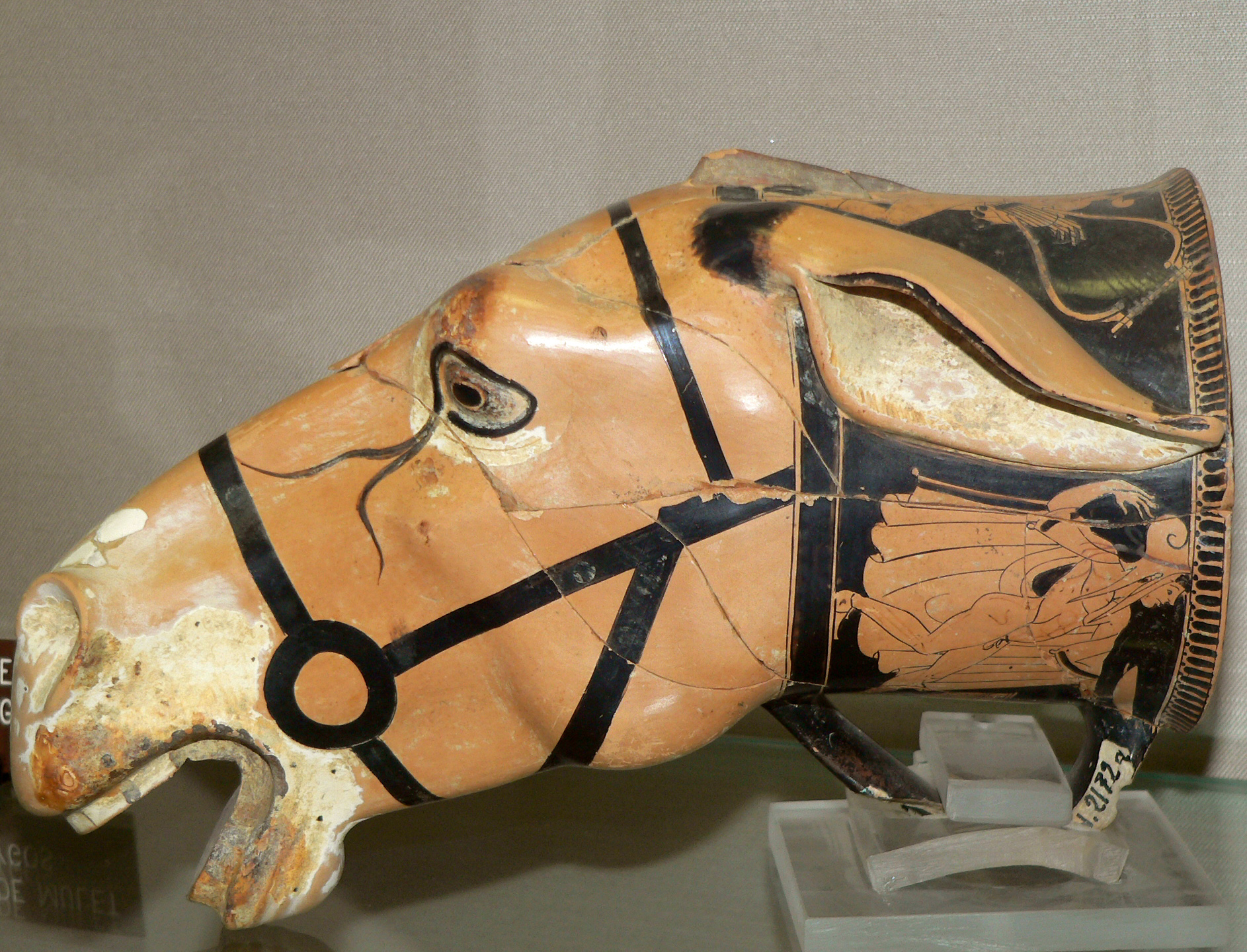
Rhyton a forma di testa di mulo della manifattura di Brygos

Attivo ad Atene tra il 490 e il 470 a.C. egli è noto come produttore di eccellenti rhyton (coppe) per vino. Circa 200 pezzi di sua fattura sono pervenuti fino a noi. La bottega di Brygos impiegava un pittore di ceramica a figure rosse convenzionalmente chiamato pittore di Brygos.
Il pittore di Brygos fu uno dei più famosi pittori di ceramica greca dei suoi tempi. Le sue opere sono caratterizzate da una elevata qualità e disegni realistici. Il laboratorio di Brygos impiegò anche il pittore Briseide, tra gli altri.